# Giulio Agricola (estación)
Giulio Agricola es una estación de la línea A del Metro de Roma. Se encuentra en la intersección de Via Tuscolana con las vías Marco Fulvio Nobiliore y Giulio Agricola. De este última, en honor al general romano conquistador de Britania, recibe el nombre la estación.
En su entorno se encuentra la Basílica de San Giovanni Bosco, la Iglesia de San Policarpo y el Acueducto Claudio.

## Historia
La estación Giulio Agricola fue construida como parte del primer tramo (de Ottaviano a Anagnina) de la línea A del metro, entrando en servicio el 16 de febrero de 1980.